# Berat Genç
Berat Ali Genç (* 24. Juni 1993 in Sakarya) ist ein türkischer Fußballspieler.

## Karriere
Berat Genç begann seine Profikarriere bei Sakaryaspor, wo er in 49 Spielen neun Tore erzielen konnte. Am 15. August 2014 wechselte er zu Tavşanlı Linyitspor. Sein Ligadebüt für seine neue Mannschaft gab er am 31. August 2014 und erzielte in der 68. Minute auch gleich sein erstes Tor gegen Tarsus İdman Yurdu, das Spiel endete 2:2. 2015 wechselte er zu Çorum Belediyespor.